# Шуберт, Йозеф
Йозеф Шу́берт (нем. Joseph Schubert; 20 декабря 1754, Варнсдорф, Богемия, Священная Римская империя (ныне Устецкого края, Чехии) — 28 июля 1837), Дрезден) — немецкий композитор, скрипач и альтист.

## Биография
Родился в музыкальной семье. Первоначальное музыкальное образование получил у своего отца, который был церковным регентом, затем в 1765 поступил в иезуитскую школу в Праге, обучался контрапункту.
В 1778 году переехал в Берлин, где изучал игру на скрипке под руководством Пауля Кона, директора берлинского королевского оркестра.
В 1779 году Шуберт получил должность первого скрипача в оркестре маркграфа Бранденбург-Шведтского.
С 1788 до своей смерти в 1837 — альтист Саксонской капеллы в Дрездене.
Был популярным членом кружка Франца Шуберта, поклонником его творчества, периодически оказывал ему материальную помощь, а в 1823—1824 гг делил с ним жилье.

## Творчество
Йозеф Шуберт — признанный универсальный композитор. Автор 15 месс, 4 опер, 17 сонат и 49 концертов для солирующих инструментов.

## Избранные работы

### Оперы
- Die Entzauberung
- Die Landplagen oder Das blaue Ungeheuer
- Der Gutshof zu Genua
- Rosalia

## Мессы
- Mass in C major
- Mass in C minor
- Mass in E minor
- Flute Concerto, Op.1